# Partido Regionalista de Mallorca
El Partido Regionalista de Mallorca (Partit Regionalista de Mallorca), fue un partido político de ámbito insular establecido en Mallorca (España) por antiguos seguidores de Antonio Maura, fundado en 1930 y que estableció alianza en 1931 con el Centre Autonomista de Mallorca. Formado por políticos en activo, industriales, propietarios y profesionales liberales, entre sus fundadores se encontraban Tomàs Muntaner, Josep Llabrés Reinés, Bernat Rigo Rubí, Josep Riutort Martínez, Joan Sales Nadal y Josep Vidal Rosselló, entre otros.
Era de orientación católica y autonomista, sin cuestionar la unidad nacional de España. Manifestaban la voluntad de luchar contra el caciquismo, que en Baleares representaba especialmente Juan March Ordinas. La alianza con el Centre Autonomista (más liberal e integrado en especial por intelectuales) se puso de manifiesto en las elecciones municipales de 1931 donde presentaron una candidatura conjunta para Palma de Mallorca, obteniendo cinco concejales. La coalición también obtuvo representación en otros dieciocho municipios de Mallorca.
Establecida la Segunda República, participó en todos los procesos de elecciones generales con los conservadores obteniendo un diputado, Bartomeu Fons. Con la iniciativa de la Associació per la Cultura de Mallorca, trató de que se iniciase un proceso autonomista sin conseguirlo. Al estallar la Guerra Civil con el golpe de Estado de julio de 1936, se autodisolvió y una parte de sus miembros se integraron en Falange Española, aunque fueron vistos con reticencias por considerárseles catalanistas.